# Roiz
Roiz is de hoofdplaats van de gemeente Valdáliga (Cantabrië, Spanje). In het jaar 2004 woonden er 401 mensen (INE). De stad ligt 50 meter boven de zeespiegel en 58 kilometer van de hoofdstad van Cantabrië, Santander.

## Geboren in Roiz
- Juan de Herrera (1530-1593), architect van het indrukwekkend grote klooster San Lorenzo de El Escorial, wiskundige en landmeter